# Muhammad Baqir Durche'i
Muhammad Baqir Durche'i, född 1848, död 1923, var en shiitisk jurist och teolog.

## Biografi
Muhammad Baqir Durche'i var en shiitisk jurist under 1900- och 1900-talen och en lärare vid den religiösa skolan i Isfahan. Han studerade i Najaf under Mirza Shirazi och Mirza Habibullah Rashti, och i Isfahan under Muhammad Baqir Khansari. Bland hans elever fanns Abu al-Hasan Isfahani och Seyyed Hossein Borujerdi, som båda var inflytelserika shiitiska teologer.
Muhammad Baqir Durche'i föddes 1848 i byn Durche i Lengan, Isfahan. Hans släktlinje kan spåras tillbaka till Musa al-Kazim. Hans far, Morteza, och bröderna Muhammad Hussein och Muhammad Mehdi var alla religiösa lärda. Mehdi studerade i Najaf och var en känd lärare i fikh och usul i Isfahan. Hans farfar, Muhammad Mirlohi Sabzavari, var en framstående religiös ledare i Isfahan under Safaviddynastin och var samtida med Muhammad Taqi al-Majlisi. Darche'i avled 1923 i Durche. Hans kropp fördes till Isfahan och begravdes på begravningsplatsen Takht-e Foulad.

Några av Durche'is mest kända elever inkluderar:
Abu al-Hasan Isfahani, Seyyed Hossein Borujerdi, Hassan Jaberi Ansari, Ali Agha Shirazi, Muhammad Hassan Agha Najafi Quchani, Jamal al-Din Golpayegani, Hassan Mudarres och Rahim Arbab.